# Gran Premio de Francia de Motociclismo de 2002
El Gran Premio de Francia de Motociclismo de 2002 (oficialmente Polini Grand Prix de France) fue la cuarta prueba del Campeonato del Mundo de Motociclismo de 2002. Tuvo lugar en el fin de semana del 17 al 19 de mayo en el Circuito Bugatti que está ubicado a 5 km de la localidad de Le Mans (Sarthe), en los Países del Loira, Francia.
La carrera de MotoGP fue ganada por Valentino Rossi, seguido de Tohru Ukawa y Max Biaggi. Fonsi Nieto ganó la prueba de 250cc, por delante de Marco Melandri y Randy de Puniet. La carrera de 125cc fue ganada por Lucio Cecchinello, Manuel Poggiali fue segundo y Dani Pedrosa tercero.

## Resultados

### Resultados MotoGP
Jean-Michel Bayle reemplazo a Garry McCoy desde la segunda practica libre.
La carrera fue parada por lluvia después de 21 de 28 vueltas programadas; la distancia de carrera fue suficiente para que se entregaran los puntos completos.
| Pos     | N.º | Piloto              | Constructor | Vueltas | Tiempo/Retirado | Parrilla | Puntos |
| ------- | --- | ------------------- | ----------- | ------- | --------------- | -------- | ------ |
| 1       | 46  | Valentino Rossi     | Honda       | 21      | 34:22.335       | 1        | 25     |
| 2       | 11  | Tohru Ukawa         | Honda       | 21      | +0.217          | 4        | 20     |
| 3       | 3   | Max Biaggi          | Yamaha      | 21      | +0.604          | 3        | 16     |
| 4       | 6   | Norifumi Abe        | Yamaha      | 21      | +1.701          | 11       | 13     |
| 5       | 10  | Kenny Roberts, Jr.  | Suzuki      | 21      | +8.464          | 9        | 11     |
| 6       | 9   | Nobuatsu Aoki       | Proton KR   | 21      | +10.212         | 10       | 10     |
| 7       | 65  | Loris Capirossi     | Honda       | 21      | +12.437         | 7        | 9      |
| 8       | 4   | Alex Barros         | Honda       | 21      | +15.231         | 15       | 8      |
| 9       | 55  | Régis Laconi        | Aprilia     | 21      | +17.155         | 14       | 7      |
| 10      | 99  | Jeremy McWilliams   | Proton KR   | 21      | +21.847         | 6        | 6      |
| 11      | 21  | John Hopkins        | Yamaha      | 21      | +25.121         | 19       | 5      |
| 12      | 15  | Sete Gibernau       | Suzuki      | 21      | +25.919         | 16       | 4      |
| 13      | 56  | Shinya Nakano       | Yamaha      | 21      | +26.227         | 13       | 3      |
| 14      | 18  | Jean-Michel Bayle   | Yamaha      | 21      | +27.011         | 18       | 2      |
| 15      | 17  | Jurgen vd Goorbergh | Honda       | 21      | +30.342         | 17       | 1      |
| 16      | 30  | José Luis Cardoso   | Yamaha      | 21      | +36.574         | 20       |        |
| Ret     | 74  | Daijiro Kato        | Honda       | 11      | Caída           | 5        |        |
| Ret     | 19  | Olivier Jacque      | Yamaha      | 10      | Retirado        | 12       |        |
| Ret     | 31  | Tetsuya Harada      | Honda       | 10      | Retirado        | 8        |        |
| Ret     | 7   | Carlos Checa        | Yamaha      | 8       | Caída           | 2        |        |
| Fuente: |     |                     |             |         |                 |          |        |

### Resultados 250cc
| Pos     | N.º | Piloto                | Constructor | Vueltas | Tiempo/Retirado | Parrilla | Puntos |
| ------- | --- | --------------------- | ----------- | ------- | --------------- | -------- | ------ |
| 1       | 10  | Fonsi Nieto           | Aprilia     | 26      | 43:41.140       | 1        | 25     |
| 2       | 3   | Marco Melandri        | Aprilia     | 26      | +0.252          | 4        | 20     |
| 3       | 17  | Randy de Puniet       | Aprilia     | 26      | +6.431          | 2        | 16     |
| 4       | 15  | Roberto Locatelli     | Aprilia     | 26      | +6.604          | 3        | 13     |
| 5       | 4   | Roberto Rolfo         | Honda       | 26      | +11.527         | 12       | 11     |
| 6       | 24  | Toni Elías            | Aprilia     | 26      | +13.157         | 5        | 10     |
| 7       | 7   | Emilio Alzamora       | Honda       | 26      | +13.870         | 15       | 9      |
| 8       | 9   | Sebastián Porto       | Yamaha      | 26      | +20.077         | 9        | 8      |
| 9       | 6   | Alex Debón            | Aprilia     | 26      | +28.557         | 11       | 7      |
| 10      | 42  | David Checa           | Aprilia     | 26      | +28.684         | 17       | 6      |
| 11      | 8   | Naoki Matsudo         | Yamaha      | 26      | +28.892         | 10       | 5      |
| 12      | 76  | Taro Sekiguchi        | Yamaha      | 26      | +35.148         | 13       | 4      |
| 13      | 18  | Shahrol Yuzy          | Yamaha      | 26      | +35.344         | 14       | 3      |
| 14      | 32  | Héctor Faubel         | Aprilia     | 26      | +56.484         | 19       | 2      |
| 15      | 12  | Jason Vincent         | Honda       | 26      | +56.894         | 16       | 1      |
| 16      | 25  | Vincent Philippe      | Aprilia     | 26      | +1:08.156       | 20       |        |
| 17      | 41  | Jarno Janssen         | Honda       | 26      | +1:08.390       | 22       |        |
| 18      | 28  | Dirk Heidolf          | Aprilia     | 26      | +1:16.135       | 23       |        |
| 19      | 22  | Raúl Jara             | Aprilia     | 26      | +1:18.040       | 21       |        |
| 20      | 36  | Erwan Nigon           | Honda       | 25      | +1 vuelta       | 24       |        |
| Ret     | 35  | Thierry Van Den Bosch | Aprilia     | 13      | Retirado        | 18       |        |
| Ret     | 27  | Casey Stoner          | Aprilia     | 9       | Caída           | 7        |        |
| Ret     | 21  | Franco Battaini       | Aprilia     | 9       | Caída           | 6        |        |
| Ret     | 11  | Haruchika Aoki        | Honda       | 4       | Retirado        | 8        |        |
| Ret     | 19  | Leon Haslam           | Honda       | 2       | Retirado        | 25       |        |
| DNQ     | 37  | Yann Lussiana         | Honda       |         |                 |          |        |
| DNQ     | 45  | Samuel Aubry          | Honda       |         |                 |          |        |
| DNQ     | 93  | Hervé Mora            | Aprilia     |         |                 |          |        |
| DNQ     | 51  | Hugo Marchand         | Aprilia     |         |                 |          |        |
| Fuente: |     |                       |             |         |                 |          |        |

### Resultados 125cc
| Pos     | N.º | Piloto                   | Constructor | Vueltas | Tiempo/Retirado | Parrilla | Puntos |
| ------- | --- | ------------------------ | ----------- | ------- | --------------- | -------- | ------ |
| 1       | 4   | Lucio Cecchinello        | Aprilia     | 24      | 42:09.029       | 4        | 25     |
| 2       | 1   | Manuel Poggiali          | Gilera      | 24      | +0.076          | 1        | 20     |
| 3       | 26  | Dani Pedrosa             | Honda       | 24      | +0.604          | 3        | 16     |
| 4       | 21  | Arnaud Vincent           | Aprilia     | 24      | +0.865          | 5        | 13     |
| 5       | 5   | Masao Azuma              | Honda       | 24      | +0.943          | 2        | 11     |
| 6       | 22  | Pablo Nieto              | Aprilia     | 24      | +1.618          | 7        | 10     |
| 7       | 33  | Stefano Bianco           | Aprilia     | 24      | +3.769          | 19       | 9      |
| 8       | 36  | Mika Kallio              | Honda       | 24      | +8.680          | 20       | 8      |
| 9       | 34  | Andrea Dovizioso         | Honda       | 24      | +8.915          | 11       | 7      |
| 10      | 23  | Gino Borsoi              | Aprilia     | 24      | +9.534          | 8        | 6      |
| 11      | 17  | Steve Jenkner            | Aprilia     | 24      | +11.749         | 16       | 5      |
| 12      | 6   | Mirko Giansanti          | Honda       | 24      | +20.252         | 13       | 4      |
| 13      | 11  | Max Sabbatani            | Aprilia     | 24      | +32.082         | 21       | 3      |
| 14      | 12  | Klaus Nöhles             | Honda       | 24      | +35.206         | 26       | 2      |
| 15      | 80  | Héctor Barberá           | Aprilia     | 24      | +49.526         | 25       | 1      |
| 16      | 50  | Andrea Ballerini         | Honda       | 24      | +1:02.359       | 23       |        |
| 17      | 84  | Michel Fabrizio          | Gilera      | 24      | +1:07.571       | 28       |        |
| 18      | 57  | Chaz Davies              | Aprilia     | 24      | +1:10.303       | 22       |        |
| 19      | 48  | Jorge Lorenzo            | Derbi       | 24      | +1:10.998       | 29       |        |
| 20      | 86  | Grégory Lefort           | Aprilia     | 24      | +1:11.479       | 31       |        |
| 21      | 31  | Mattia Angeloni          | Gilera      | 24      | +1:36.333       | 32       |        |
| 22      | 20  | Imre Tóth                | Honda       | 24      | +1:41.034       | 35       |        |
| 23      | 63  | Jimmy Petit              | Honda       | 24      | +1:42.517       | 33       |        |
| 24      | 85  | Grégory Leblanc          | Honda       | 24      | +1 vuelta       | 37       |        |
| 25      | 58  | Yoann Tiberio            | Honda       | 24      | +1 vuelta       | 36       |        |
| Ret     | 15  | Alex de Angelis          | Aprilia     | 11      | Caída           | 6        |        |
| Ret     | 39  | Jaroslav Huleš           | Aprilia     | 11      | Caída           | 15       |        |
| Ret     | 16  | Simone Sanna             | Aprilia     | 10      | Caída           | 12       |        |
| Ret     | 25  | Joan Olivé               | Honda       | 10      | Caída           | 14       |        |
| Ret     | 19  | Alex Baldolini           | Aprilia     | 10      | Caída           | 30       |        |
| Ret     | 47  | Ángel Rodríguez Campillo | Aprilia     | 8       | Caída           | 9        |        |
| Ret     | 41  | Youichi Ui               | Derbi       | 8       | Caída           | 10       |        |
| Ret     | 8   | Gábor Talmácsi           | Italjet     | 5       | Caída           | 18       |        |
| Ret     | 9   | Noboru Ueda              | Honda       | 5       | Caída           | 17       |        |
| Ret     | 7   | Stefano Perugini         | Italjet     | 4       | Retirado        | 27       |        |
| Ret     | 18  | Jakub Smrž               | Honda       | 0       | Retirado        | 24       |        |
| Ret     | 59  | Vincent Braillard        | Honda       | 0       | Caída           | 34       |        |
| Fuente: |     |                          |             |         |                 |          |        |